# Elementos de la filosofía del derecho
Elementos de la Filosofía del Derecho (en alemán, Grundlinien der Philosophie des Rechts) es una obra del filósofo alemán Georg Wilhelm Friedrich Hegel. Fue publicada en 1820, aunque la portada original del libro está fechada en 1821. Supone la declaración más madura de Hegel en torno a su filosofía legal, moral, social y política y es, a su vez, una ampliación de los conceptos que ya había trabajado en su Enciclopedia de las ciencias filosóficas, publicada tres años antes. Hegel establece el Derecho como piedra angular del Estado moderno. El filósofo alemán critica al jurista Karl Ludwig von Haller, quien en su Restauración de la ciencia del Estado afirmaba que el Derecho era superficial frente a la ley natural y al derecho del más fuerte. Para Hegel, la ausencia de Derecho caracterizaba a los sistemas despóticos, ya sea de tipo monárquico u oclocrático.

## Resumen
La Filosofía del Derecho (como suele abreviarse su título) comienza con una discusión en torno al concepto de voluntad libre y sostiene que el libre albedrío solo puede realizarse en el complejo contexto social de los derechos y relaciones de propiedad, contratos, compromisos morales, vida familiar, economía y sistemas legales y políticos. Es decir, una persona no es verdaderamente libre hasta que participa en todos estos aspectos de la vida del Estado.
Hegel dedica la mayor parte del libro a discutir las tres esferas del Derecho, según su autor, cada una más grande que las anteriores y abarcadora de las mismas. La primera esfera la constituye el derecho abstracto (Recht), en la que Hegel comenta la idea de no interferencia como una forma de respetar a los demás. Sin embargo, considera esta esfera como insuficiente y pasa a la segunda, la moralidad o eticidad (Moralität). En esta se expresa la subjetividad de los demás para poder respetarlos. La tercera esfera, la vida ética (Sittlichkeit), es la integración hegeliana de los sentimientos subjetivos individuales y de las nociones universales del derecho. Hegel comienza a partir de esta esfera una amplia discusión sobre la familia, la sociedad civil y el Estado.
Hegel argumenta también que el Estado, a su vez, está incluido en la instancia superior de la historia del mundo. En esta, los Estados individuales entran en conflicto entre sí y finalmente caen. En apariencia, el curso de la historia se dirige hacia una realización cada vez mayor de la libertad: cada época histórica corrige ciertos fracasos de las anteriores. Al final de sus Lecciones sobre la filosofía de la historia, Hegel deja la puerta abierta a la posibilidad de que la historia aún tenga que cumplir ciertas tareas relativas a la organización interna del Estado.

## Recepción
El prefacio de la Filosofía del derecho contiene una crítica hacia la filosofía de Jakob Friedrich Fries, quien previamente había cuestionado algunas ideas de obras anteriores de Hegel. Entre estas ideas se incluye una sugerencia, por parte de Hegel, de que es justificable la censura por parte del estado de algunos textos de filósofos como Fries. Hegel también habría sugerido que la posición académica de Fries se viera perjudicada tras la participación de este último en el Festival de Wartburg. Estos pasajes han generado un debate académico acerca de por qué Hegel defendería este tipo de censura, introducida por el estado prusiano con los decretos de Karlsbad tras el asesinato del dramaturgo August von Kotzebue. Algunos estudiosos del hegelianismo sostienen que Hegel tuvo que incluir estos pasajes para superar la censura.